# Partido Conservador Progresista (Barbados)
El Partido Conservador Progresista (en inglés: Progressive Conservative Party), abreviado como PCP, fue un partido político barbadense de ideología conservadora establecido en 1956 por Ernest Mottley como sucesor de la Asociación de Electores de Barbados o BEA, y precursor del Partido Nacional de Barbados. La formación, entonces el segundo partido político más grande del país, disputó las elecciones generales de 1956, ubicándose en segundo puesto en términos de voto popular y tercero en número de escaños detrás del oficialista Partido Laborista de Barbados y el Partido Democrático Laborista. Obtuvo la victoria en las circunscripciones de Bridgetown, Christ Church y St. George y vio a tres de sus trece candidatos ser electos, solo uno por debajo del DLP.
Después de los comicios se reconstituyó como Partido Nacional de Barbados, formación que existiría hasta 1971. En las elecciones de 2018 se buscó reconstruir al PCP con Rodney Fairfax Nurse como candidato del partido en la circunscripción de la Ciudad de Bridgetown, apoyado por la Coalición de Partido Unidos. Sin embargo, se ubicó en último puesto y recibió solo 10 votos.

## Resultados electorales
|  | 21.35 % |

|  | 0.01 % |